# Františkova cesta
Františkova cesta je okružní poutní cesta a naučná stezka v Blahutovicích místní části obce Jeseník nad Odrou v okrese Nový Jičín. Nachází se také v nížině Oderská brána v Moravskoslezském kraji. Patří mezi meditační stezky. 

## Historie stezky
Františkova cesta byla založena místním spolkem Bayerův odkaz a požehnána dne 2. září 2012. Vznikla na motivy středověké písně/básně ze 13. století Sluneční píseň, nazývané také Chvalozpěv stvoření svatého Františka z Assisi, kterou napsal italský mnich a světec František z Assisi. Sluneční píseň je chvalozpěv vzdávající hold Bohu, stvoření a krásám přírody i ducha. Počátek i konec okružní trasy je ve dvoře bývalého kláštera a současného Komunitního centra Klášter v Blahutovicích. Vznik cesty je spojen s podnětem a finanční podporou německého blahutovického rodáka Waltera Hanela žijícího v německém Ottenbachu v zemském okresu Göppingen v Bádensku-Württembersku. Ottenbachský Franziskus Pilgerweg (Františkova poutní cesta) byl předlohou pro tuto poutní cestu. Blahutovická Františkova cesta je 1. takovým počinem v Česku a 41. Františkovou poutní cestou v Evropě.

## Popis stezky
Stezka vede zastavěnou částí obce i okolní krajinou a má délku cca 5 km k místům Blahutovický rybník, sluneční hodiny, podél Lučického potoka k pramenu Mokřina, Lesní kapli Panny Marie Lurdské, Kapli Navštívení Panny Marie, pod Blahutovickým kopcem s rozhlednou Blahutovice.

### Zastavení na Františkově cestě
Františkova cesta má 10 zastavení s informačními tabulemi. Každé zastavení je věnováno jedné ze slok Sluneční písně:
| Zastavení | Název                                                         |
| --------- | ------------------------------------------------------------- |
| 1.        | Chvála tvůrce                                                 |
| 2.        | Bratr slunce                                                  |
| 3.        | Bratr měsíc a sestry hvězdy                                   |
| 4.        | Bratr vítr                                                    |
| 5.        | Sestra voda                                                   |
| 6.        | Bratr oheň                                                    |
| 7.        | Sestra země (na informačním panelu uváděno jako „Matka země“) |
| 8.        | Odpuštění, snášení nemoci a utrpení                           |
| 9.        | Sestra smrt                                                   |
| 10.       | Chvála Boží                                                   |

## Galerie

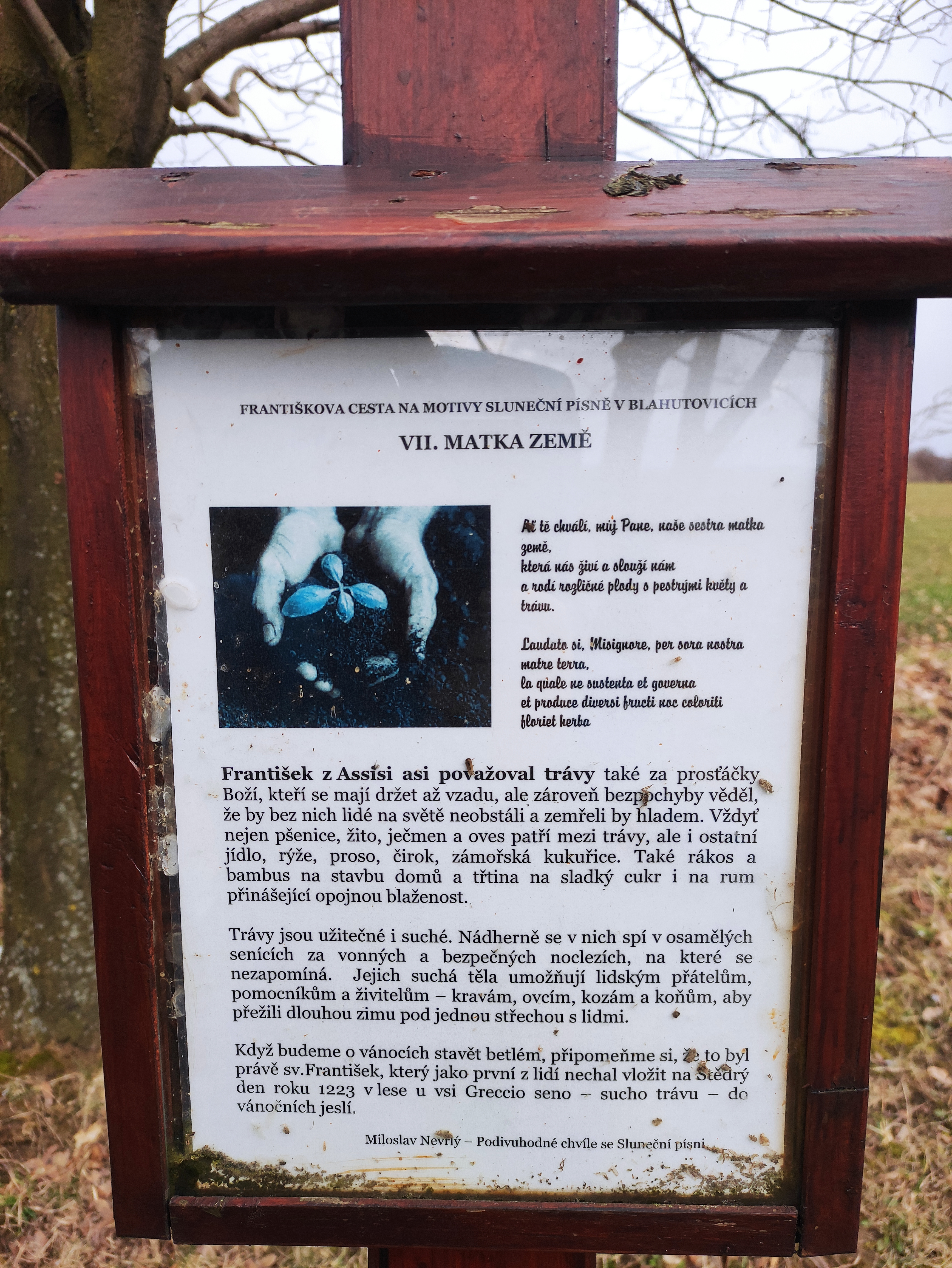
7. zastavení
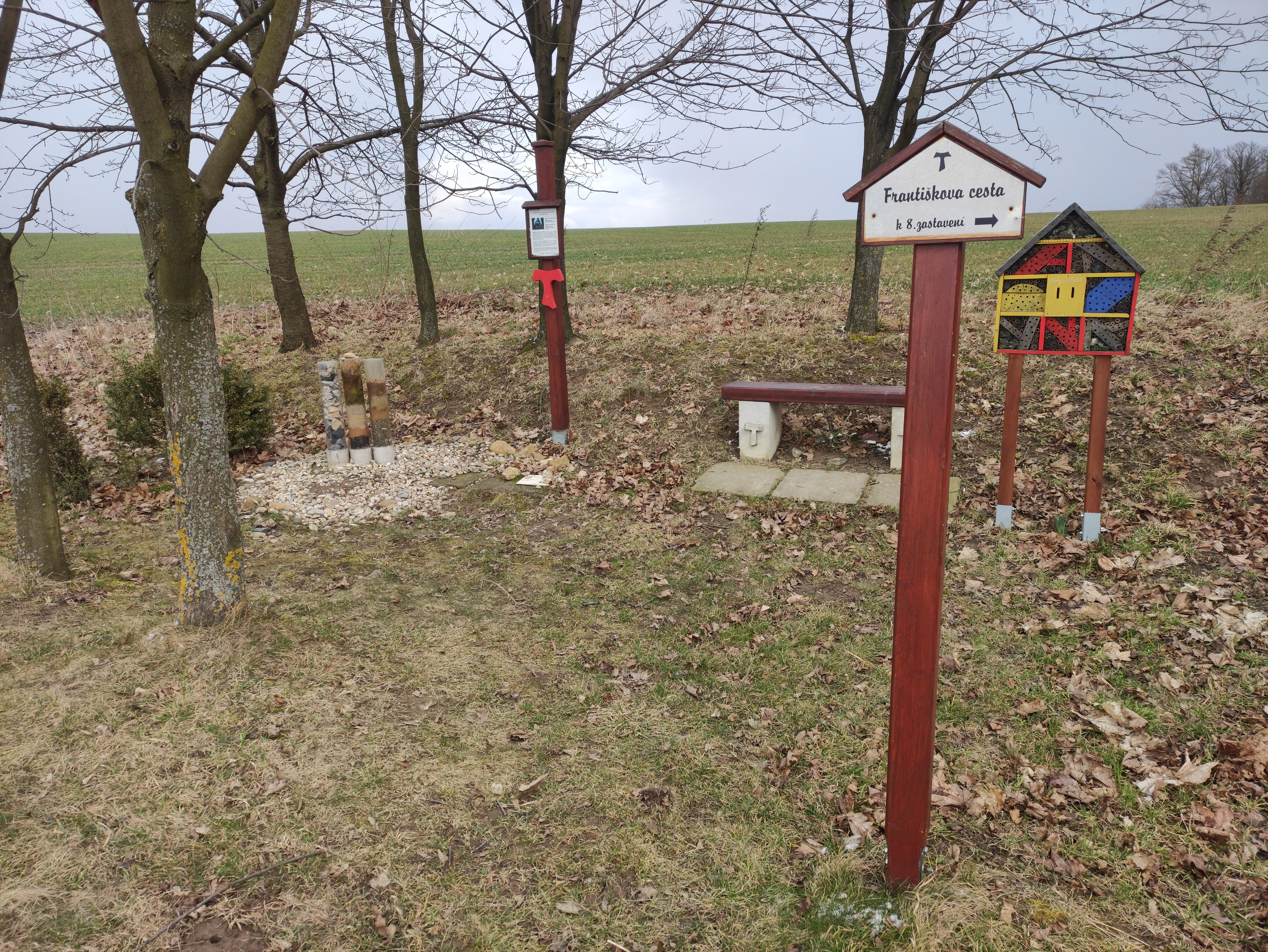
7. zastavení